# Peter Schickele
Peter Schickele (født 17. juli 1935 i Ames, Iowa, USA, død 16. januar 2024) var en amerikansk komponist og satiriker.
Han skabte den fiktive skikkelse P.D.Q. Bach, som angiveligt skulle være komponist i familie med J.S. Bach. Peter Schickele "opdagede" til stadighed nye "gamle" værker af P.D.Q. Bach, udgav og uropførte dem ved sine julekoncerter i Carnegie Hall.
Schickele komponerede også under eget navn, dog her mere seriøse værker.